# Associazione Calcio Savoia 1908 1993-1994
Questa voce raccoglie le informazioni riguardanti il Savoia nelle competizioni ufficiali della stagione 1993-1994.

## Stagione
La stagione 1993-1994 fu la 72ª stagione sportiva del Savoia.
Serie C2 1993-1994: 14º posto

## Divise e sponsor
| Casa | Trasferta |

## Organigramma societario
Area direttiva
- Presidente: Gerardo Viglione
- Direttore Generale: Michele Orlando

Area organizzativa
- Segretario generale: Giuseppe Sasso
- Magazziniere: Raffaele Ciliberti

Area tecnica
- Direttore Sportivo: Felicio Ferraro
- Allenatore: Mario Zurlini poi
 Luigi De Canio dalla 13^

Area sanitaria
- Medico sociale: Alfonso Ciniglio
- Massaggiatore: Andrea Vecchione

## Rosa
| N. |                   | Ruolo | Calciatore               |
| -- | ----------------- | ----- | ------------------------ |
|    | Italia (bandiera) | P     | Pasquale Visconti        |
|    | Italia (bandiera) | D     | Riccardo Masia           |
|    | Italia (bandiera) | D     | Alberto Nocerino         |
|    | Italia (bandiera) | D     | Ciro Raimondo (capitano) |
|    | Italia (bandiera) | D     | Fabio Sanguedolce        |
|    | Italia (bandiera) | D     | Alberto Savino           |
|    | Italia (bandiera) | C     | Mario Alfieri            |
|    | Italia (bandiera) | C     | Salvatore Ambrosino      |
|    | Italia (bandiera) | C     | Fabrizio Caracciolo      |
|    | Italia (bandiera) | C     | Raniero Di Cunzolo       |
|    | Italia (bandiera) | C     | Stefano Santi            |
|    | Italia (bandiera) | C     | Gennaro Sarnelli         |

| N. |                   | Ruolo | Calciatore             |
| -- | ----------------- | ----- | ---------------------- |
|    | Italia (bandiera) | C     | Giuseppe Troise        |
|    | Italia (bandiera) | A     | Carlo Collaro          |
|    | Italia (bandiera) | A     | Raffaele Solimeno      |
|    | Italia (bandiera) |       | Giuseppe Aiello        |
|    | Italia (bandiera) |       | Giovanni Esposito      |
|    | Italia (bandiera) |       | Leveque                |
|    | Italia (bandiera) |       | Lo Vecchio             |
|    | Italia (bandiera) |       | Giovanni Musumeci      |
|    | Italia (bandiera) |       | Massimo Olivieri       |
|    | Italia (bandiera) |       | Vincenzo Santaniello   |
|    | Italia (bandiera) |       | Salvatore Scognamiglio |
|    | Italia (bandiera) |       | Alessandro Vitti       |

## Calciomercato
| Acquisti | Acquisti            | Acquisti | Acquisti |
| R.       | Nome                | da       | Modalità |
| -------- | ------------------- | -------- | -------- |
| C        | Fabrizio Caracciolo | Inter    | prestito |

| Cessioni | Cessioni | Cessioni | Cessioni   |
| R.       | Nome     | a        | Modalità   |
| -------- | -------- | -------- | ---------- |
|          |          |          | definitivo |

## Risultati

### Campionato

#### Girone di andata
| 12 settembre 1993 1ª giornata | Savoia | 0 – 0 | Catanzaro |  |

| 19 settembre 1993 2ª giornata | Sangiuseppese | 3 – 1 | Savoia |  |

| 26 settembre 1993 3ª giornata | Licata | 0 – 0 | Savoia |  |

| 3 ottobre 1993 4ª giornata | Savoia | 0 – 0 | Bisceglie |  |

| 10 ottobre 1993 5ª giornata | Trani | 0 – 0 | Savoia |  |

| 17 ottobre 1993 6ª giornata | Savoia | 1 – 1 | Turris |  |

| 24 ottobre 1993 7ª giornata | Vigor Lamezia | 0 – 1 | Savoia |  |

| 7 novembre 1993 8ª giornata | Savoia | 0 – 2 | Cerveteri |  |

| 14 novembre 1993 9ª giornata | Fasano | 0 – 0 | Savoia |  |

| 21 novembre 1993 10ª giornata | Savoia | 1 – 1 | Akragas |  |

| 28 novembre 1993 11ª giornata | Astrea | 0 – 1 | Savoia |  |

| 5 dicembre 1993 12ª giornata | Savoia | 1 – 1 | Formia |  |

| 12 dicembre 1993 13ª giornata | Sora | 4 – 0 | Savoia |  |

| 19 dicembre 1993 14ª giornata | Savoia | 0 – 1 | Trapani |  |

| 16 gennaio 1994 15ª giornata | Battipagliese | 1 – 1 | Savoia |  |

| 23 gennaio 1993 16ª giornata | Savoia | 0 – 0 | Molfetta |  |

| 30 gennaio 1994 17ª giornata | Atletico Monopoli | 0 – 0 | Savoia |  |

#### Girone di ritorno
| 6 febbraio 1994 18ª giornata | Catanzaro | 2 – 1 | Savoia |  |

| 13 febbraio 1994 19ª giornata | Savoia | 1 – 1 | Sangiuseppese |  |

| 20 febbraio 1994 20ª giornata | Savoia | 0 – 0 | Licata |  |

| 6 marzo 1994 21ª giornata | Bisceglie | 0 – 1 | Savoia |  |

| 13 marzo 1994 22ª giornata | Savoia | 1 – 1 | Trani |  |

| 20 marzo 1994 23ª giornata | Turris | 0 – 0 | Savoia |  |

| 27 marzo 1994 24ª giornata | Savoia | 3 – 1 | Vigor Lamezia |  |

| 10 aprile 1994 25ª giornata | Cerveteri | 0 – 0 | Savoia |  |

| 17 aprile 1994 26ª giornata | Savoia | 0 – 0 | Fasano |  |

| 24 aprile 1994 27ª giornata | Akragas | 1 – 1 | Savoia |  |

| 1º maggio 1994 28ª giornata | Savoia | 0 – 0 | Astrea |  |

| 15 maggio 1994 29ª giornata | Formia | 1 – 2 | Savoia |  |

| 22 maggio 1994 30ª giornata | Savoia | 1 – 0 | Sora |  |

| 29 maggio 1994 31ª giornata | Trapani | 1 – 0 | Savoia |  |

| 5 giugno 1994 32ª giornata | Savoia | 1 – 2 | Battipagliese |  |

| 12 giugno 1994 33ª giornata | Molfetta | 0 – 0 | Savoia |  |

| 19 giugno 1994 34ª giornata | Savoia | 2 – 1 | Atletico Monopoli |  |